# 28e régiment de tirailleurs tunisiens
Le 28e régiment de tirailleurs tunisiens était un régiment d'infanterie appartenant à l'Armée d'Afrique qui dépendait de l'armée de terre française.

## Historique
- 1914 : 8e régiment tirailleurs de marche
- 1920 : Renommé en 28e régiment de tirailleurs tunisiens sur décision ministérielle du 10 décembre 1919
- Octobre 1924 : Renommé en 28e régiment de tirailleurs nord africains (R.T.N.A.)
- Février 1926 : Renommé en 28e régiment de tirailleurs tunisiens (R.T.T.)
- Juin 1940 : Dissolution

Le 8e régiment de marche de tirailleurs (RMT) est constitué en 1914 avec les 4e et 5e bataillons appartenant à la 38e division d'infanterie. En août 1915, il reçoit le 2e bataillon, prenant officiellement le numéro 8. Il reste au sein de la 38e division d'infanterie jusqu'en septembre 1918, avant de passer dans la 56e division d'infanterie. En 1920, il devient le 28e RTT.
Le 8e RMT participe à la bataille des Frontières en 1914, à l'attaque du plateau de Craonne en septembre puis sur l'Yser en Belgique. En 1916, il est à Verdun, sur la cote 304 de mai à juillet, à Fleury en août, à la reprise du fort de Douaumont en octobre, à Vacherauville et Bezonvaux en décembre, au Chemin des Dames et à La Malmaison en 1917, à Orvillers-Sorel (mars 1918), Longpont et Parcy-et-Tigny (juillet), Carlepont (août et septembre) et à Thiérache (octobre).
Il reçoit sa cinquième citation pour les combats de Mont-d'Origny. Il participe à la guerre du Rif (1925-1926).
En 1939, avant la mobilisation, le 28e RTT est en garnison à Montélimar. Il appartient à la 1er division d'infanterie nord-africaine placée sous les ordres du colonel de La Minardière, puis du lieutenant-colonel Trabila ; ce dernier prend son commandement à partir du 1er février 1940 avant d'être tué le 20 mai. Le régiment participe à la bataille de la Meuse.

## Chefs de corps
- Lieutenant-colonel Claude DUFOULON (1918)
- Colonel Eugène Paul Emile Albert VANBREMEERSCH (septembre 1921 - août 1925)
- Colonel Théodore Benoît DéTANGER (août (1925 - juin 1926)
- Colonel Pierre Marie Charles DE PERSON (septembre 1931 - avril 1934)
- Colonel Louis Eugène COUSTILLIERE (avril 1934 - mai 1937)
- Colonel Fernand Paul Louis ARNAULT DE LA MENARDIERE (1937-1939)
- Lieutenant-colonel Joseph Raymond TRABILA (MPLF) (septembre 1939 au 20 mai 1940)

## Drapeau du régiment

Dessin du revers du drapeau du, avec les inscriptions réglementaires.

Il porte, cousues en lettres d'or dans ses plis, les inscriptions suivantes :
- Verdun 1916
- La Malmaison 1917
- L'Avre 1918
- Mont d'Origny 1918
- Maroc 1925-1926

## Décorations
Sa cravate est décorée de la Croix de guerre 1914-1918 avec cinq palmes (cinq citations à l'ordre de l'armée) et de la fourragère aux couleurs du ruban de la Médaille militaire.

## Sources et bibliographie
- Anthony Clayton, Histoire de l'Armée française en Afrique. 1830-1962, éd. Albin Michel, Paris, 1994
- Robert Huré, L'Armée d'Afrique : 1830-1962, éd. Charles-Lavauzelle, Paris, 1977